# Дарна
Дарна (на арабски: درنة) е град, център на едноименна община в Североизточна Либия, наследник е на историческия град Дерна.
Той е бивша столица на провинция Киренайка, една от най-богатите провинции на Берберската държава. Там през 1805 г. се състои битката при Дерна, при която силите на американския генерал Уилям Итън изминават 500 мили през либийската пустиня и пленяват града по време на Първата берберска война.